# ألبرت روي
ألبرت روي هو قاضي وسياسي كندي، ولد في 23 فبراير 1939 في ساسكاتشوان في كندا. حزبياً، نشط في الحزب الليبرالي الكندي. وقد انتخب عضو برلمان مقاطعة أونتاريو.